# 門羅縣 (肯塔基州)
門羅縣（英語：Monroe County）是美國肯塔基州南部的一個縣，南鄰田納西州。面積860平方公里。根據美國2000年人口普查，共有人口11,756。縣治湯普金斯維爾（Tompkinsville）。
成立於1820年1月19日，縣名是紀念第五任總統詹姆斯·門羅。本縣除縣治外為一禁酒的縣。